# Leichtathletik-Weltmeisterschaften 2023/Teilnehmer (Komoren)
| Gelbes Symbol für Goldmedaillen mit stilisierten Olympischen Ringen | Graues Symbol für Silbermedaillen mit stilisierten Olympischen Ringen | Braundes Symbol für Bronzemedaillen mit stilisierten Olympischen Ringen |
| ------------------------------------------------------------------- | --------------------------------------------------------------------- | ----------------------------------------------------------------------- |
| —                                                                   | —                                                                     | —                                                                       |

Der Leichtathletikverband der Komoren nahm an den Leichtathletik-Weltmeisterschaften 2023 in Budapest teil. Ein Athlet wurde vom komorischen Verband nominiert.

## Ergebnisse

### Männer

#### Laufdisziplinen
| Athlet           | Disziplin | Vorlauf | Vorlauf | Halbfinale | Halbfinale | Finale | Finale |
| Athlet           | Disziplin | Zeit    | Platz   | Zeit       | Platz      | Zeit   | Platz  |
| ---------------- | --------- | ------- | ------- | ---------- | ---------- | ------ | ------ |
| Hachim Maaroufou | 200 m     | 21,29 s | 50      | DNQ        | DNQ        | –      | –      |